# Cleisostoma longipaniculatum
Cleisostoma longipaniculatum là một loài thực vật có hoa trong họ Lan. Loài này được Kores mô tả khoa học đầu tiên năm 1989.